# Taraxacum scotolepidiforme
{{#ifeq:0|0|{{#if:Taraxacum scotolepidiforme|{{#if:|[[]}}|[[]]}}}}
Taraxacum scotolepidiforme — вид квіткових рослин родини айстрових (Asteraceae).

## Поширення
Ендемічна флора Ісландії.